# قاي جاكسون
قاي جاكسون (23 يونيو 1896 في المملكة المتحدة - 21 فبراير 1966 في المملكة المتحدة) (بالإنجليزية: Guy Jackson)‏ هو لاعب كريكت بريطاني وبريطاني (وحمل سابقاً جنسية المملكة المتحدة لبريطانيا العظمى وأيرلندا). لعب مع نادي مقاطعة ديربيشاير للكريكت ‏.

## وصلات خارجية
- قاي جاكسون على موقع إي آس بي آن كريك إنفو (الإنجليزية)